# Pizzo di Prato Caselle
Il Pizzo di Prato Caselle (1.364 m s.l.m.) è una montagna, del Massiccio del Monte Cairo situata nel Lazio, in provincia di Frosinone, nei territori comunali di Atina, dove si trova la cima, e di Casalattico.